# Boethos von Sidon
Boethos von Sidon (griechisch Βόηθος Bóēthos) war ein Philosoph des 1. Jahrhunderts v. Chr. aus Sidon. Er war Peripatetiker, soll Schüler des Andronikos von Rhodos gewesen sein und in dessen Nachfolge als Leiter des Peripatos in Athen gewirkt haben. Bis auf eine Reihe von Fragmenten ist sein ganzes Werk verschollen.

## Leben
Boethos von Sidon stand in der Nachfolge von Aristoteles, das ist die einzig gesicherte Aussage über den Philosophen.
Seine Datierung ist gänzlich umstritten, so wie die seines Lehrers, des Andronikos von Rhodos, von welchem sie abhängt. Wissenschaftler, die sich zur Frühdatierung von Andronikos entscheiden, schlussfolgern, dass Boethos von Sidon um die Mitte des ersten vorchristlichen Jahrhunderts oder einige Jahre später zum Leiter des Peripatos ernannt worden sein müsste. Paul Moraux sieht ihn als Generationsgenossen des Xenarchos von Seleukeia und des Kratippos von Pergamon. Andere Wissenschaftler – Hermann Usener, Ingemar Düring und John P. Lynch – verorten Andronikos hingegen in Rom und damit auch dessen Schüler Boethos dort. Es gibt auch Forscher, die ein sowohl-als-auch für wahrscheinlich halten.
Paul Moraux erwähnt auch, der Geograph Strabon habe bei ihm peripatetische Philosophie gehört – „und zwar wohl nicht in Athen, sondern in Kleinasien oder in Alexandrien, wenn nicht in Rom, allem Anschein nach noch bevor Boethos die Leitung der Schule in Athen übernahm.“ Dieses Zitat belegt die Unsicherheiten, mit denen die biographische Forschung zu den Deszendenten des Aristoteles konfrontiert ist.

## Werk
Zu seinen verloren gegangenen Werken zählten eine Abhandlung über die Natur der Seele und ein Kommentar zu den Kategorien des Aristoteles. Letzterer wird in einem Werk des Ammonios Hermeiou erwähnt. In einem Punkt war er sich mit seinem Lehrer uneins: Während Andronikus die Logik als Einstieg für die Studenten in den philosophischen Diskurs empfiehlt, plädiert Boethos von Sidon für die Physik.
In der Zuordnung der Fragmente ergeben sich bisweilen Schwierigkeiten, da es einen namensgleichen Philosophen des 2. Jahrhunderts vor Christus gibt, den Stoiker Boethos von Sidon.
Riccardo Chiaradonna von der Università Roma Tre und Marwan Rashed von der Sorbonne veröffentlichten im Jahre 2020 eine Gesamtausgabe aller erhaltenen Fragmente des Philosophen in griechischer und arabischer Sprache sowie französischer Übersetzung samt ausführlichem Kommentar. Es handelt sich um mehr als fünfzig Fragmente. Die Autoren rekonstruieren seine Interpretation des Aristoteles, arbeiten die Kritik des Sidoniers am Platonismus und am Stoizismus heraus und beschreiben den Kampf des Alexander von Aphrodisias gegen die Interpretationen des Boethos von Sidon.

## Edition der Fragmente
- Boéthos de Sidon – Exégète d’Aristote et philosophe, hg. von Riccardo Chiaradonna und Marwan Rashed (= Commentaria in Aristotelem Graeca et Byzantina – Series academica, Band 1). De Gruyter, Berlin 2022, ISBN 978-3-11-069984-5